# Wheatlands n.º 163
Wheatlands n.º 163 es un municipio rural canadiense situado en la provincia de Saskatchewan.

## Superficie
Wheatlands n.º 163 tiene una superficie de 818,63 km².

## Demografía
En 2021, tenía 157 habitantes, una densidad poblacional de 0,2 hab./km², y 82 viviendas.